# Bastnäsiet
Het mineraal bastnäsiet is een fluor-houdend lanthaan-cerium-yttrium-carbonaat met de chemische formule (La,Ce,Y)CO3F.

## Eigenschappen
Het doorzichtig tot doorschijnend geel tot roodbruine bastnäsiet heeft een glas- tot vetglans, een witte streepkleur en de splijting van het mineraal is imperfect volgens het kristalvlak [1011] en onduidelijk volgens [0001]. Het kristalstelsel is hexagonaal. Bastnäsiet heeft een gemiddelde dichtheid van 4,97, de hardheid is 4 tot 5 en het mineraal is niet tot zwak radioactief. De gamma ray waarde volgens het American Petroleum Institute ligt, afhankelijk van de exacte samenstelling, tussen de 0 (voor de Y-houdende variant) en de 60.386,61 voor de cerium-houdende variëteit. De brekingsindex is 1,717 tot 1,818 en de dubbelbreking is 0,1010.

## Naam
Het mineraal bastnäsiet is genoemd naar de Bastnäs-mijn in Zweden, waar het mineraal voor het eerst gevonden werd.

## Voorkomen
Bastnäsiet is een mineraal dat gevormd wordt in de verweringszones van alkalische stollingsgesteenten. De typelocatie van bastnäsiet is de Bastnäsmijn in het district Riddarhyttan in Västermanland te Zweden. Bastnäsiet is een belangrijk ertsmineraal voor zeldzame aardelementen.